# Li Ao (polityk)
Li Ao (chiń. 李敖; pinyin Lǐ Áo; ur. 25 kwietnia 1935 w Harbinie, zm. 18 marca 2018 w Tajpej) – tajwański pisarz, satyryk i eseista, niezależny polityk.

## Życiorys
Urodził się w Harbinie, po przejęciu władzy w Chinach przez komunistów w 1949 roku uciekł wraz z rodziną na Tajwan. Ukończył prawo i historię na Narodowym Uniwersytecie Tajwańskim. Po zakończeniu edukacji zajął się pisarstwem, opublikował w sumie ponad 100 książek, w tym dwie autobiografie.
Działacz opozycji demokratycznej za czasów dyktatury Czang Kaj-szeka, był redaktorem zamkniętego w 1965 roku przez władze czasopisma Wenxing (文星), krytycznego wobec rządzącego Kuomintangu. Zdobył sobie popularność antyrządowymi satyrami. W 1972 roku skazany został na 10 lat więzienia za obronę dysydenta Peng Ming-mina. Zwolniony przedterminowo w 1976 roku. Po wyjściu z więzienia kontynuował działalność w opozycji demokratycznej, większość jego twórczości do 1991 roku była zakazana przez cenzurę.
W 2000 roku był nominowany do Literackiej Nagrody Nobla za powieść Beijing Fayuansi (北京法源寺).
Związany był politycznie z obozem „Niebieskich”, choć pozostawał bezpartyjny i zachowywał dystans wobec Kuomintangu. W wyborach prezydenckich w 2000 roku kandydował z poparciem Nowej Partii. Swojej kandydatury nie traktował jednak poważnie i w czasie kampanii wyborczej nawoływał do głosowania na Jamesa Soonga. Ostatecznie uzyskał zaledwie 0,13% głosów. W 2006 roku ubiegał się jako kandydat niezależny o urząd burmistrza Tajpej. W latach 2004–2008 deputowany do Yuanu Ustawodawczego (parlamentu). W październiku 2006 roku rozpylił na sali posiedzeń gaz łzawiący, chcąc uniemożliwić debatę nad zakupem przez rząd Tajwanu broni od Stanów Zjednoczonych.
Zdecydowany przeciwnik niepodległości Tajwanu i orędownik zjednoczenia wyspy z Chinami kontynentalnymi. Popierał formułę Jeden kraj, dwa systemy. Krytykował prezydenta Chen Shui-biana za niszczenie relacji chińsko-tajwańskich. W 2005 roku odbył 12-dniową podróż do Chińskiej Republiki Ludowej, wzbudzając konsternację gospodarzy apelem o zwiększenie wolności słowa w Chinach podczas gościnnego wykładu na Uniwersytecie Pekińskim.